# Grethe Rask
Pour les articles homonymes, voir Rask.
Margrethe P. Rask, plus connue sous le nom de Grethe Rask, était une chirurgienne et médecin danoise née en 1930 à Thisted au Danemark et décédée en décembre 1977. En 1972, elle ouvre au Zaïre son propre hôpital dans le village d'Abumombazi puis en 1975, elle est transférée à l'hôpital de la Croix-Rouge danoise à Kinshasa. En 1977, elle revient au Danemark après avoir développé les symptômes d'une maladie infectieuse inconnue, qui est plus tard identifiée comme le sida. Trois ans et demi plus tard, en juin 1981, le Center for Disease Control recense les premiers cas de VIH. Rask fait partie des premiers patients non africains (comme Arvid Noe) ayant succombé aux conséquences du SIDA.

## Activités au Zaïre
Née en 1930 à Thisted, Grethe Rask pratique brièvement la médecine au Zaïre en 1964, puis elle est rappelée en Europe pour une formation en chirurgie de l'estomac et en maladies tropicales ; elle revient au Zaïre en 1972, d'abord dans un petit hôpital local à Abumombazi, puis à partir de 1975 à l'hôpital de la Croix-Rouge danoise à Kinshasa. Sa contamination remonte probablement à 1964. Son ami et collègue, Ib Bygbjerg (médecin spécialiste des maladies contagieuses) écrit en 1983 une lettre au journal The Lancet, partageant son avis : « pendant qu'elle exerçait comme chirurgienne dans des conditions rustiques, elle [Rask] a dû se trouver lourdement exposée au sang et aux sécrétions des patients africains ».

## Maladie et décès (1975 - 1977)
Il semble que Rask a manifesté les symptômes du VIH à la fin de l'année 1974 : diarrhée, ganglions lymphatiques enflés, perte de poids et fatigue. Les effets de la maladie s'atténuent provisoirement grâce à des traitements médicamenteux en 1975, puis les symptômes s'aggravent beaucoup. Après des vacances en Afrique du Sud en juillet 1977, Rask ne parvient plus à respirer et doit recevoir de l'oxygène. Revenue au Danemark, elle subit des examens au Rigshospitalet de Copenhague, qui constatent chez elle un nombre élevé d'infections opportunistes, comme staphylococcus aureus, la candidose et la pneumocystose (pneumocystis jiroveci pneumonia). En outre, son taux de lymphocyte T est pratiquement nul, ce qui conduit à l’effondrement de ses défenses immunitaires. À cette époque, les médecins traitant Rask ne s'expliquent pas la progression de son mal ; par la suite, il est établi qu'il s'agissait de l'un des premiers cas de VIH hors d'Afrique.
Après une batterie d'examens et de traitements sans effet, Rask rentre chez elle dans une propriété sur un fjord, en novembre 1977, où sa compagne (infirmière) prend soin d'elle. En décembre, Rask est invitée à effectuer de nouveaux examens au Rigshospitalet, où elle reste jusqu'à son décès, imputable à la pneumonie (pneumocystis jiroveci) le 12 décembre 1977.

## Autopsie et tests
Une autopsie est menée sur son corps et il en ressort que les poumons de Rask étaient infestés de Pneumocystis jiroveci, un type rare de pneumonie qui atteint surtout les personnes immunodéprimées ; il est aujourd'hui reconnu que cette infection opportuniste est souvent associée au VIH. Des échantillons de sang sont testés en 1984 dans le cadre d'une recherche approfondie sur le VIH. Ce test emploie une version ancienne de la méthode immuno-enzymatique ELISA et conclut que Rask est séronégative. Toutefois, deux tests sont effectués en 1987 aux États-Unis avec des méthodes plus fines et tous deux sont positifs. Rask fait donc partie des premiers patients non Africains décédés des suites du VIH.